# Nuova Pallacanestro Pavia 2001-2002
La Nuova Pallacanestro Pavia 2001-2002, sponsorizzata Sacil HLB, ha preso parte al campionato professionistico italiano di Legadue.

## Verdetti
- Legadue:
  - stagione regolare: 7º posto su 14 squadre (18-18);
  - playoff: eliminazione ai quarti di finale da Messina (0-3).

## Roster
| Giocatori |
| --------- |

|    | Naz.                   | Ruolo | Sportivo          | Anno | Alt. | Peso |  |
| -- | ---------------------- | ----- | ----------------- | ---- | ---- | ---- |  |
| 5  | Stati Uniti (bandiera) | AC    | Brandon Brantley  | 1973 | 204  | 102  |  |
| 6  | Italia (bandiera)      | P     | Fabio Di Bella    | 1978 | 187  | 82   |  |
| 9  | Stati Uniti (bandiera) | P     | David Evans       | 1973 | 189  | 84   |  |
| 10 | Italia (bandiera)      | G     | Christian Mayer   | 1972 | 197  | 92   |  |
| 11 | Italia (bandiera)      | C     | Roberto Cazzaniga | 1978 | 206  | 96   |  |
| 12 | Stati Uniti (bandiera) | AC    | Randy Carter      | 1972 | 203  | 110  |  |
| 13 | Italia (bandiera)      | A     | Davide Zambon     | 1978 | 202  | 102  |  |
| 14 | Italia (bandiera)      | G     | Francesco Gori    | 1977 | 195  | 82   |  |
| 17 | Stati Uniti (bandiera) | A     | Chris Jent        | 1970 | 201  | 94   |  |

| Staff tecnico                             |
| ----------------------------------------- |
| Allenatore: Alberto Martelossi            |
| Assistente: Massimiliano "Pat" Baldiraghi |

| Giocatori acquisiti a stagione in corso |
| --------------------------------------- |

|    | Naz.                                     | Ruolo | Sportivo                     | Anno | Alt. | Peso |  |
| -- | ---------------------------------------- | ----- | ---------------------------- | ---- | ---- | ---- |  |
| 15 | Argentina (bandiera) · Italia (bandiera) | A     | Leonardo Mauti dal 5 ottobre | 1969 | 200  | 98   |  |

| Giocatori ceduti a stagione in corso |
| ------------------------------------ |

|    | Naz.                                     | Ruolo | Sportivo                           | Anno | Alt. | Peso |  |
| -- | ---------------------------------------- | ----- | ---------------------------------- | ---- | ---- | ---- |  |
| 15 | Argentina (bandiera) · Italia (bandiera) | A     | Leonardo Mauti fino al 31 dicembre | 1969 | 200  | 98   |  |

Legaduebasket: Dettaglio statistico